# Dichochaete
Dichochaete is een monotypisch geslacht van schimmels behorend tot de familie Hymenochaetaceae. Het bevat alleen Dichochaete setosa. Deze soort is echter later overgeplaatst naar het geslacht Hymenochaete als Hymenochaete resupinata. Het geslacht bevat alleen nog Dichochaete ceratophora.